# FM Большого Пса
FM Большого Пса (лат. FM Canis Majoris), HD 53756 — двойная затменная переменная звезда типа Алголя (EA) в созвездии Большого Пса на расстоянии приблизительно 3622 световых лет (около 1110 парсеков) от Солнца. Видимая звёздная величина звезды — от +7,51m до +7,26m. Орбитальный период — около 2,7894 суток.

## Характеристики
Первый компонент — бело-голубая звезда спектрального класса B1V или B2/3II.